# Perikles Sakellarios
Perikles A. Sakellarios (Grieks: Περικλής Α. Σακελλάριος) (Corfu, 13 september 1905 – Athene, 5 maart 1985) was een Griekse architect. Hij was tussen 1936 en 1962 een van de leidende figuren in de Griekse architectuur.

## Leven
Perikles Sakellarios was de eerste van drie kinderen van Aristides Sakellarios en Thalia Mavrogianni. Zijn middelbare schoolopleiding verkreeg hij in een college in Genève en op de middelbare school van Thessaloniki. Daarna studeerde hij van 1924 tot 1930 architectuur aan de Technische Universiteit Graz onder Karl Hoffman en Friedrich Zotter.
Aan het begin van zijn loopbaan in 1931 werkte hij korte tijd als assistent van Andreas Kriezis. Zijn projecten omvatten de verbouwing van het Oude Koninklijke Paleis voor het Parlement van Griekenland. In 1931 verhuisde hij naar Volos waar hij tot 1935 voor de technische dienst van de gemeente werkte. In 1936 keerde hij terug naar Athene waar hij tewerkgesteld werd bij de nieuw
opgerichte technische dienst van het Ministerie van Volksgezondheid en Welzijn. De periode van 1936 tot 1941 was de meest creatieve periode in zijn leven. In deze periode werd hij, naast talrijke privéopdrachten, aangesteld als de officiële architect van koning George II van Griekenland. Hij verbouwde het Tatoi-paleis noordwestelijk van Athene, het paleis van Psychiko bij Athene en het Mon Repos-paleis op Corfu.
Tijdens de Duits-Italiaanse bezetting werd hij in december 1944 gegijzeld door het Griekse Volksbevrijdingsleger (ELAS), waaruit hij door de geallieerden werd bevrijd. In 1946 werd hij, nog steeds werkzaam als ambtenaar, gekozen als officiële vertegenwoordiger van zijn ministerie om naar Groot-Brittannië en de Verenigde Staten te reizen om openbare gebouwen (voornamelijk ziekenhuizen) te bezoeken en deskundigen te ontmoeten. Eind 1946 gaf hij zijn loopbaan als ambtenaar op en begon hij zijn praktijk als freelance architect in Athene.
Van 1955 tot 1961 werkte hij samen met Manolis Vourekas en Prokopis Vassiliadis. Tot de projecten die uit deze samenwerking voortvloeiden, behoren het hotel Astir Beach & Resort facilities in Glyfada, het openbare strand in Vouliagmeni en de restaurants Argo en Okeanis. In 1959 werd hij door Walter Gropius gekozen als medewerker van het architectenbureau
The Architects Collaborative voor de bouw van de nieuwe Amerikaanse ambassade in Athene.
In 1966 richtte hij zijn eerste gezamenlijke praktijk op onder de naam P.A. Sakellarios and Associates. Zijn partners waren zijn dochter Elisabeth Sakellariou-Senkowsky, haar man Hermann Senkowsky en zijn toekomstige vrouw Koula Kambani. 
Perikles Sakellarios was lid van de Technische Kamer van Griekenland, de Architectenvereniging en de Helleense Architectuurvereniging. Hij was bestuurslid van de Internationale Unie van Architecten (UIA). Hij trad op als technisch adviseur voor de Griekse Nationale Organisatie voor Toerisme en voor de Psychiko Gemeenschap. In 1966 werd hij benoemd tot Commandeur in de Orde van de Feniks, een eer die hem werd toegekend voor zijn bijdrage aan de wederopbouw van het land. In 1982 kende de Technische Universiteit van Graz hem een erediploma toe voor zijn uitzonderlijke halve eeuw beroepsuitoefening.
Perikles Sakellarios was vier keer getrouwd en was vader van één dochter.

## Werk
Het werk van Perikles Sakellario omvat een breed scala aan architectonische thema's, van ziekenhuizen tot kantoorgebouwen, toeristische voorzieningen en fabrieken. Zijn voorliefde ging echter uit naar woonhuizen, die in de internationale architectuur-vakpers veel weerklank vonden.

### Bouwwerken (selectie)
- 1932 tot 1933 - Apostolos Papageorgiou-huis in Volos
- 1936 - Vassilis Goumas-huis in Psychiko bij Athene
- 1937 tot 1939 - Lambros Eftaxias-huis in Kifissia bij Athene
- 1938 tot 1940 - Dimitrios Levidis-landhuis in Pallini[2]
- 1947 tot 1949 - Dallis-restaurant in Athene
- 1949 tot 1950 - Kapel van Ayios Georgios in Kavouri bij Athene[3]
- 1953 tot 1958 - Hotel Corfu Palace in Corfu aan de Baai van Garitsa
- 1955 tot 1958 - Astir Beach & Resort facilities in Glyfada (in samenwerking)
- 1959 tot 1961 - Ambassade van de Verenigde Staten in Athene (project van The Architects Collaborative)[4]
- 1962 tot 1963 - Zomerhuis van zijn dochter Elisabeth in Paleokastritsa op Corfu[5]
- 1962 tot 1974 - Het gemeentelijk theater van Corfu
- 1966 tot 1970 - Luchthaventerminal van Corfu
- 1967 tot 1969 - Passagiersterminal van de haven van Corfu
- 1970 - Het Griekse paviljoen voor de Wereldtentoonstelling van Osaka
- 1981 tot 1982 - Theodoros Angelopoulo-huis in Psychiko bij Athene

## Afbeeldingen

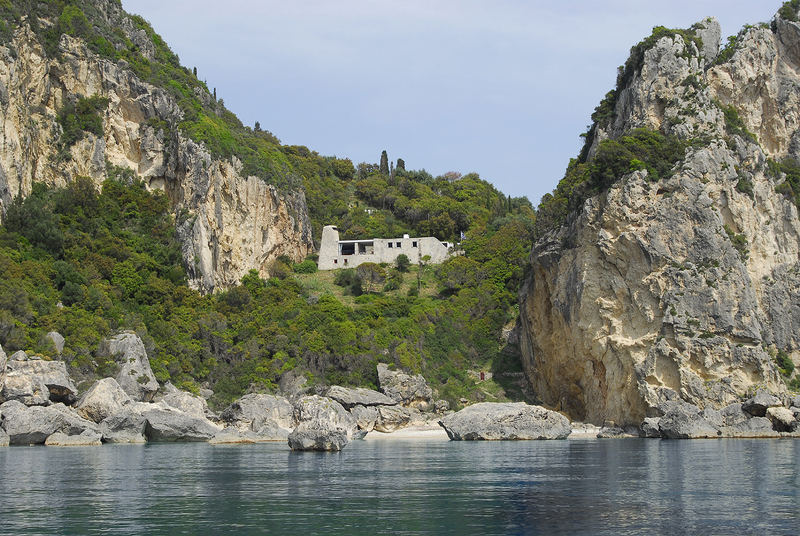
Zomerhuis in Paleokastritsa (Corfu)
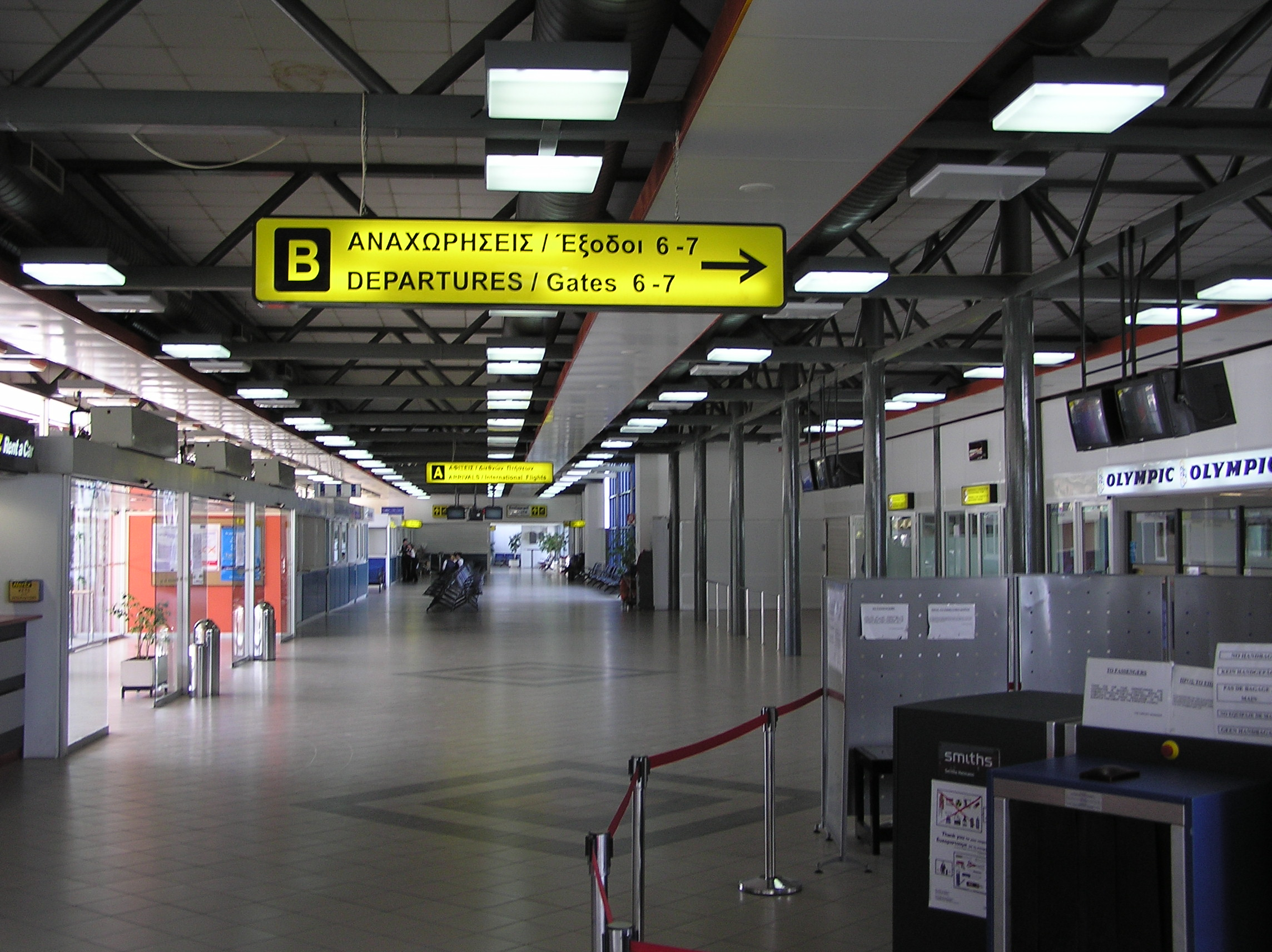
Luchthaventerminal van Corfu
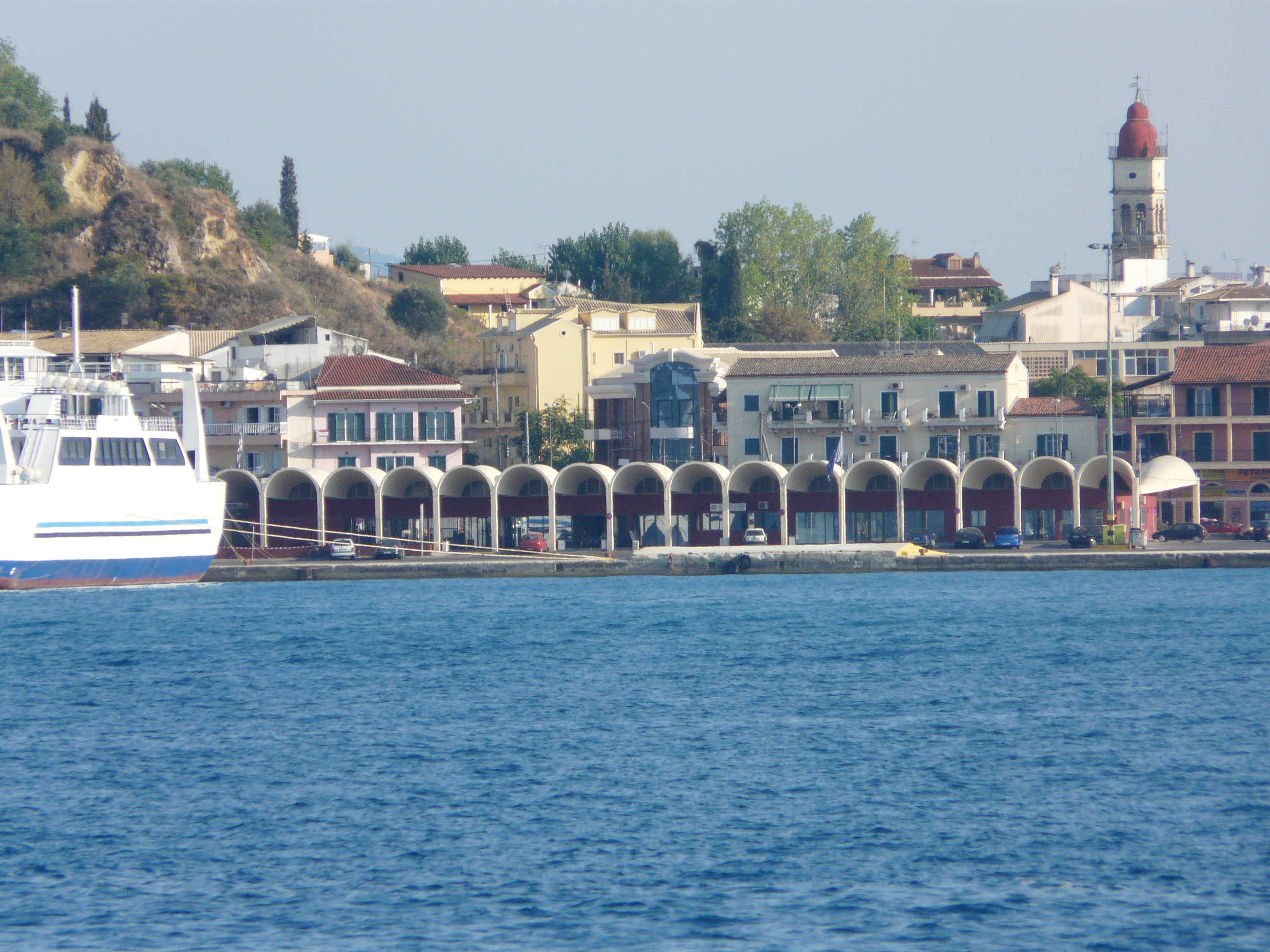
Passagiersterminal in de haven van Corfu